# Station West Sutton
West Sutton is een spoorwegstation van National Rail in Sutton in Engeland. Het station is eigendom van Network Rail en wordt beheerd door Govia Thameslink Railway. 